# 冠華國際
冠華國際控股有限公司，簡稱冠華國際控股，以及冠華國際（英語：VICTORY CITY INTERNATIONAL HOLDINGS LIMITED，港交所除牌前：539），在1983年由李銘洪（董事會主席）創立，現時由陳天堆為首席執行官。
主要業務是在中國內地經營生產及銷售漂染、纖維紡織等產品。該股份在1996年5月13日於香港交易所主板上市。總部位於香港新界屯門建群街3號永發工業大廈3樓D室。
另外，當時旗下福源集團控股有限公司於香港交易所主板上市，而冠華國際持有福源集團72.5%股權。
2021年2月，財匯局接獲德勒的信函，指冠華國際兩間內地附屬公司的兩份信用報告中包括若干尚未償還借貸共9.46億元人民幣，而「部分」借貸可能並無計入集團的年度及中期賬目內。之後在冠華在同年3月22日起開始停牌。
之後冠華在4月23日被百慕達最高法院命令公司進行清盤。
到2022年10月31日，聯交所因為冠華國際長期停牌，宣佈根據《上市規則》第6.01A(1)條將冠華國際除牌。

## 連結
- VictoryCity.com.hk （页面存档备份，存于）